# 伊甸之橋
伊甸之橋（Edenbridge）是一支來自奧地利的交響金屬樂團。 

## 樂團歷史
1998年，伊甸之橋由吉他兼鍵盤手 Lanvall、貝斯手 Kurt Bednarsky 和主唱 Sabine Edelsbacher 所組成。在鼓手 Roland Navrati 加入後確立了整個陣容。樂團很快就開始投入工作，1999年進入錄音室，並在同年與 Massacre Records 簽約。2000年秋天，推出專輯《日出伊甸》。
2000年2月，樂團加入了第二吉他手 Georg Edelmann。2001年1月，吉他手 Andreas Eiblar 加入，代替 Georg 的位子。同年，樂團發行了專輯《秘境傳說》。2002年，貝斯手，也是創始團員 Kurt Bednarsky 離團。11月，發行第三張專輯《跨日追風》。在《跨日追風》發行兩年後，2004年8月發行第一張現場專輯《如蒞仙境》，緊接著在10月發行第四張專輯《華光譜照》。此時，新貝斯手 Frank Bindig 加入樂團。12月，吉他手 Andreas Eibler 離開樂團，由 Martin Mayr 代替。
第四張專輯《世紀之作》在2006年5月19日發行。單曲《For Your Eyes Only》在4月21日發行，收錄專輯曲《Evermore》和重新翻唱007電影《最高機密》主題曲，由席娜·伊斯頓（Sheena Easton）所演唱的《For Your Eyes Only》。這也是伊甸之橋第一次翻唱歌曲。
伊甸之橋與 Napalm Records 簽下全球唱片合約，成為 Napalm Records 旗下一份子。同時，在2007年1月30日，樂團在美國發行發行《世紀之作》。
2008年4月，樂團發行《故園之夢》。他們在專輯中與捷克電影管絃樂團（Czech Film Orchestra）合作（由65位來自布拉格愛樂管弦樂團和捷克國家歌劇管絃樂團(Czech State Opera Orchestra)的音樂家所組成），由 Enrique Ugarte 負責編曲。
2008年11月13日，樂團宣布貝斯手  Frank Bindig 離團。樂團在聲明中表示：「……Frank Bindig 因其他的計畫而決定離開。我們祝福他未來一切順利！」。樂團目前正在找尋新貝斯手。

## 團員

### 現今團員
- Sabine Edelsbacher - 主唱 (1998 - )
- Lanvall - 吉他、鍵盤 (1998 - )
- Max Pointner - 鼓 (2008)
- Dominik Sebastian - 吉他 (2008)

### 前任團員
- Kurt Bednarsky - 貝斯 (1998 - 2002)
- Roland Navratil - 鼓 (1998 - 2007)
- Georg Edelmann - 吉他 (2000 - 2001)
- Andreas Eibler - 吉他 (2001 - 2004)
- Martin Mayr - 吉他 (2005 - 2006)
- Robert Schoenleitner - 吉他 (2006 - 2008)
- Sebastian Lanser - 鼓 (2007 - 2008)
- Frank Bindig - 貝斯 (2004 - 2008)

## 音樂作品
- 《日出伊甸》（Sunrise in Eden）  (2000)
- 《秘境傳說》（Arcana）  (2001)
- 《跨日追風》（Aphelion）  (2003)
- 《如蒞仙境》（A Livetime in Eden）  (現場專輯, 2004)
- 《華光譜照》（Shine）  (2004)
- 《世紀之作》（The Grand Design）  (2006)
- 《The Chronicles of Eden》 (精選輯, 2007)
- 《故園之夢》（MyEarthDream） (2008)

## 外部連結
- 官方網站 （页面存档备份，存于）
- 伊甸之橋的MySpace主頁
- 伊甸之橋 在 Napalm Records 的網頁